# Colocleora clio
Colocleora clio là một loài bướm đêm trong họ Geometridae.